# Lysilinga dolichophalla
Lysilinga dolichophalla är en tvåvingeart som beskrevs av Webb 2006. Lysilinga dolichophalla ingår i släktet Lysilinga och familjen stilettflugor.
Artens utbredningsområde är Guatemala. Inga underarter finns listade i Catalogue of Life.